# Księstwo Parmy i Piacenzy

Flaga Księstwa Parmy w użyciu od 1545 do 29 grudnia 1731

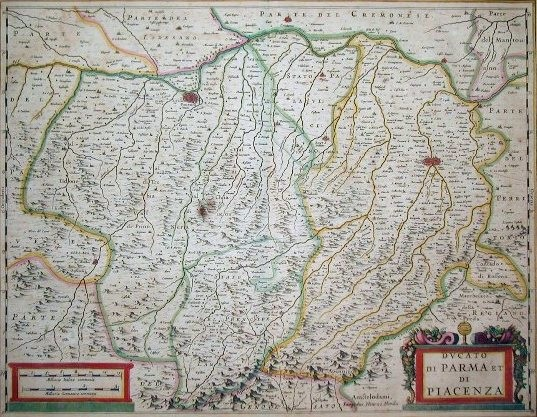
Księstwo Parmy i Piacenzy w roku 1639

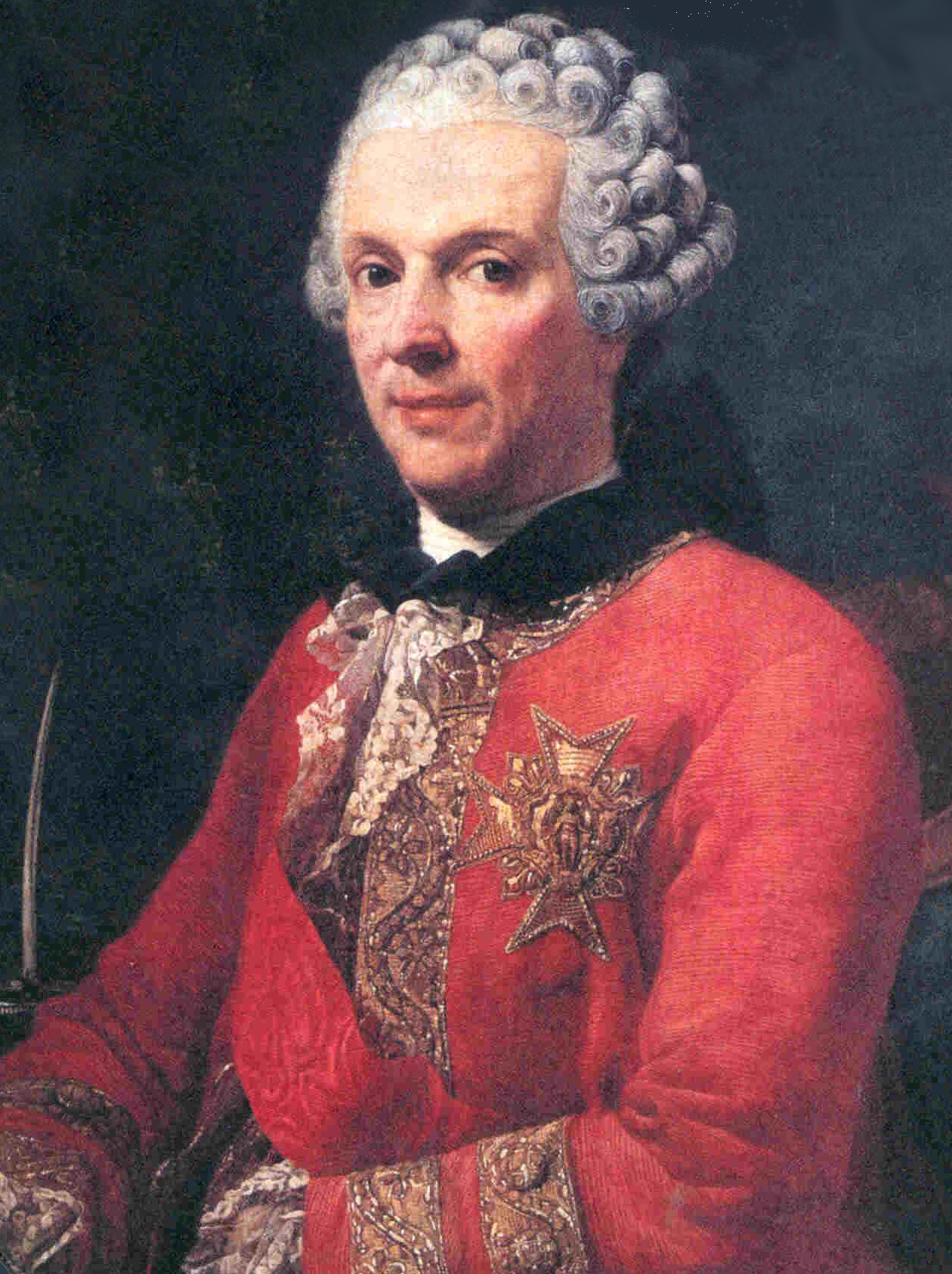
Guillaume Du Tillot

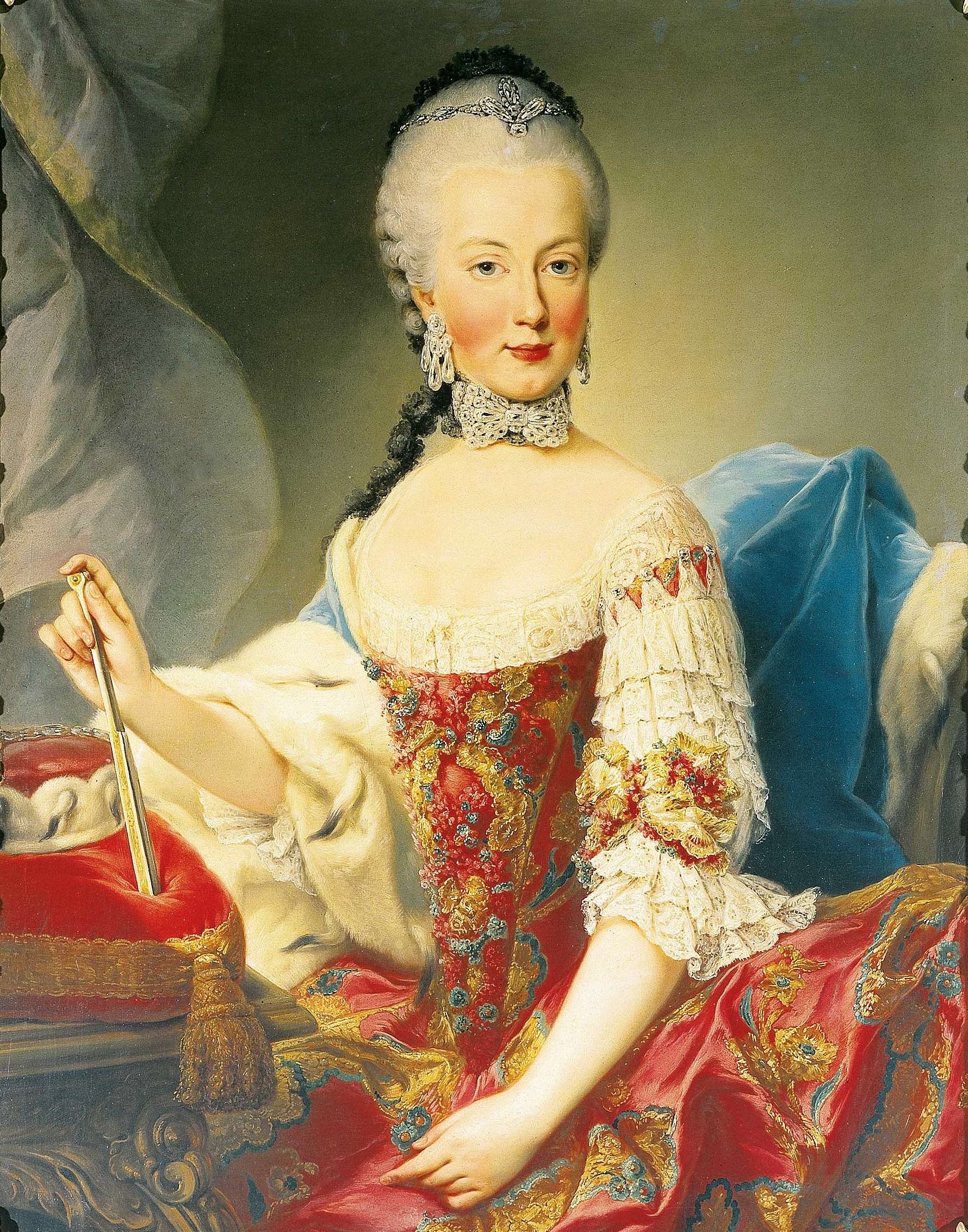
Maria Amalia Habsburg

Księstwo Parmy, Piacenzy i Guastalli (wł. Ducato di Parma, Piacenza e Guastalla) – państwo historyczne w północnych Włoszech, istniejące w latach 1545–1859. Do 1556 znane oficjalnie, a następnie potocznie, jako Księstwo Parmy, do 1748 Księstwo Parmy i Piacenzy.

## Historia

### XVI–XVII wiek
W roku 1545 papież Paweł III utworzył nowe księstwo Parmy i Piazenzy. Otrzymał je jego syn Piotr Alojzy Farnese.

### XVIII wiek
Ostatni z rodu Antoni Farnese panował w latach 1727–1731. Jego bratanica Elżbieta (nie doczekał się potomstwa) poślubiła króla Hiszpanii Filipa V. Tak więc władze przejęli Burbonowie, a ściślej syn Filipa i Elżbiety Karol III Hiszpański (panował: 1731–1735).
W wyniku wojny o polską sukcesję księstwo przejęli Habsburgowie (Karol VI Habsburg 1735–1740, Maria Teresa Habsburg 1740–1748). Pokój w Akwizgranie (1748) przywrócił te ziemie Burbonom. Czwarty syn króla Hiszpanii Filip (książę Parmy) rządził w latach 1748–1765. W państwie pracowało wielu „oświeconych” Francuzów w tym ministrowie: Guillaume Rouby de Cals i Guillaume Du Tillot, który uczynił z Parmy nowoczesne państwo. Tillota oddalił następca księcia Filipa w 1771 roku. Tillot podporządkował państwu dobra martwej ręki, skonfiskował wiele dóbr nabożnych fundacji pieniężnych polepszając uposażenie proboszczów, zakazał apelacji do trybunałów kościelnych poza granicami Księstwa i zniósł inkwizycję papieską w Parmie.
Książę Filip, zięć króla Francji Ludwika XV, popadł od razu w ostry konflikt z Kościołem i papieżem Benedyktem XIV. Państwo konkurowało z duchownymi ekonomicznie i na płaszczyźnie edukacji. Parma i Piacenza były bowiem papieskimi lennami, a przejście ich w ręce Burbonów w 1748 roku odbyło się bez pytania go o zgodę. Napięcie zwiększyło się, gdy Guillaume Du Tillot wygnał z państwa jezuitów (1767). Papież wypowiedział wówczas wojnę Księstwu, ogłaszając, że władza Burbonów w tym państwie jest bezprawna i obkładając następcę Filipa, Ferdynanda I Parmeńskiego, ekskomuniką.
Państwa Burbonów, a więc Francja, Hiszpania, Królestwo Neapolu i Sycylii, Księstwo Parmy i Piacenzy łączył zawiązany w 1761 roku pakt familijny. Francuzi zajęli więc papieskie posiadłości Awinion i hrabstwo Venaissin, a Neapolitańczycy Benewent i Pontecorvo. Burbonowie żądali od papieża zniesienia zakonu jezuitów. Klemens XIII trwał w bezsilnym oporze, a w końcu zmarł w lutym 1769 roku.
Książę Ferdynand I, którego Tillot otoczył filozofami (m.in. Étienne de Condillac), ożenił się w 1769 roku, jego wybranka Maria Amalia Habsburg (1746–1804) skupiła wokół siebie grupę konserwatystów, która doprowadziła w 1771 roku do wygnania Du Tillota. W roku 1773 Parma zawarła ugodę z Papiestwem, a działalność reformatorska została wstrzymana.

### XIX
W 1814 roku decyzją kongresu wiedeńskiego władzę w Księstwie przejęła Maria Ludwika Austriaczka, żona Napoleona I. W roku 1817 władza dziedziczna Marii Ludwiki została zamieniona na dożywotnią, w związku z czym po jej śmierci na tron powrócili Burbonowie.
W roku 1859 Księstwo zostało przyłączone do jednoczących się Włoch. Ostatnim jej władcą (w latach 1854-1859) był książę Robert I.